# Football australiano ai Giochi della XVI Olimpiade
Il football australiano fece la sua unica apparizione come sport dimostrativo ai Giochi di Melbourne del 1956.
La dimostrazione si è svolta il giorno 7 dicembre 1956 al Melbourne Cricket Ground, di fronte due rappresentative australiane, la squadra della associazione Victorian Amateur Football Association (VAFA) e una squadra mista tra le associazioni Victorian Football League e Victorian Football Association (VFL & VFA).

## Risultato
| Periodo   | VAFA | VAFA    | VAFA   | VFL & VFA | VFL & VFA | VFL & VFA |
| Periodo   | Gols | Behinds | Totale | Gols      | Behinds   | Totale    |
| --------- | ---- | ------- | ------ | --------- | --------- | --------- |
| 1º quarto | 6    | 1       | 37     | 1         | 0         | 6         |
| 2º quarto | 3    | 3       | 21     | 5         | 0         | 30        |
| 3º quarto | 2    | 4       | 16     | 0         | 2         | 2         |
| 4º quarto | 1    | 1       | 7      | 2         | 5         | 17        |
| Totale    | 12   | 9       | 81     | 8         | 7         | 55        |